# Dociostaurus crassiusculus
Dociostaurus crassiusculus is een rechtvleugelig insect uit de familie veldsprinkhanen (Acrididae). De wetenschappelijke naam van deze soort is voor het eerst geldig gepubliceerd in 1886 door Pantel.